# Kasteel van Pymont (Jura)
Het Kasteel van Pymont (Frans: Château de Pymont) is een kasteel in de Franse gemeente Villeneuve-sous-Pymont. Het kasteel is een beschermd historisch monument sinds 1994.